# アウトレットモール

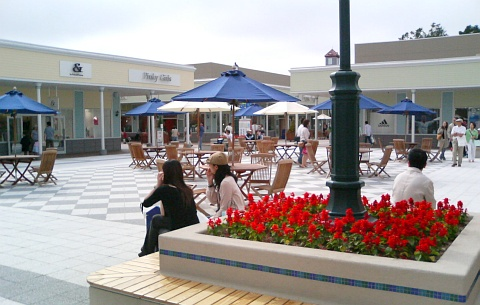
屋外型アウトレットモール（千歳アウトレットモール・レラ。北海道千歳市）

アウトレットモール（英: outlet mall、または、outlet centre）とは、流通業（小売業）の形態のひとつで、衣料品、アクセサリー、大型日用品などの商品を低価格で販売する複数の直接販売店舗（アウトレットストア、アウトレット店）が集積したショッピングモールのこと。

## 概要
テナントの中心が専門店や百貨店などで販売されている有名ブランド品を低価格で販売するアウトレットストアで構成されるショッピングセンター（ショッピングモール）である。買い手にとっては一か所でさまざまなブランド品を安く購入できるというメリットがある。
従来型のショッピングセンターに類似するが、ブランドがより高級であることが特徴。中にはメイスリッチの展開する「ファッション・アウトレット・コンセプト」のように屋内型のモールも存在する。
アメリカ合衆国では、サイモン・プロパティ・グループの展開する「プレミアム・アウトレット」は全米で67店舗を展開し、業界の首位を保っている。

## 歴史
1970年、アメリカのアパレルメーカー・VFコーポレーションが複数店舗形態によるアウトレットストア（アウトレットモール）をペンシルベニア州レディングに開店。この業態により、メーカーは小売業に参入し消費者に商品を直接販売できるようになったことで、従来の流通に比べてより多くの利益を得られるようになった。一方で、従来販売を手掛けてきた百貨店やチェーンストアとの関係を悪化させないように、大都市でのアウトレットモール整備は避けられ、百貨店からは離れた、幹線道路沿いリゾート施設付近などに建設された。
1980年台から90年代にかけて、アウトレットモールは全米に急速に広まった。アメリカにおけるアウトレットモールは1-2ヘクタールの小売面積を有し、段階的に5ヘクタールほどにまで拡張出来るようになっている。平均的な施設面積は216,000平方フィートになる。2003年には、アウトレットモールは全米で260の施設が150億ドルの売り上げを達成した。
アメリカにおけるアウトレットセンターの数は1988年には113ヶ所だったものが1991年には276箇所と倍増、さらに1997年には325箇所にまで増加した。
アウトレットモールの業態はアメリカ合衆国内にとどまらず、カナダでは1980年代後半にオンタリオ州ミシサガにディキシー・アウトレットモールが建設され、続いて1999年にオンタリオ州ヴォーンにヴォーン・ミルズ、2013年にはオンタリオ州ハルトンヒルズにトロント・プレミアムアウトレットが開業した。ヨーロッパではイギリスの小売事業者マッカーサーグレン・グループが13箇所のアウトレットモールをオープンし、総テナント数1,200店舗以上、小売面積3百万平方フィート（約30ヘクタール）を有する。オックスフォードシャービスター近郊に位置するビスターヴィレッジは国外、特に中国からの観光客の立ち寄りスポットとして利用されており、バッキンガム宮殿に次ぐ中国人観光客を集めているという。日本でも1990年代半ばからアウトレットモールの業態が展開されている。

### 日本のアウトレットモールの歴史
日本ではつくば万博（1985年開催）跡地を再利用したショッピングモールが始まりとされる。1993年（平成5年）に埼玉県入間郡大井町（現：ふじみ野市）に日本初の大型アウトレットモールとしてアウトレットモール・リズムが開業（2011年に閉業）。これを機に地方を中心に建設が進んで、2000年代以降、全国に数十か所のアウトレットモールが開店するに至った。
日本のアウトレットモールの多くは、高速道路や幹線道路沿いの郊外、または観光地に立地している。近年は、高速道路のインターチェンジと専用通路で直結されているものもある（あみプレミアム・アウトレット等）。都心部の正規品流通店舗との競合を避け、通常店舗の分布が少ない地域にアウトレット店を置くことで広域から一定の集客を得るためと、そもそもの土地代の安さによって安値販売を成立させるためである。基本的に自家用車での来客を想定した立地ではあるものの、公共交通機関での来客を想定しバスターミナルを併設する例もある（佐野プレミアム・アウトレット等）。
アウトレットモール・リズムを始め、日本の多くのアウトレットモールでは、モール建物内などにフードコートや飲食店街を併設しており、地方ごとに特色のあるメニューを提供する店舗が入居している。

## 日本の主なアウトレットモール
日本では「三井アウトレットパーク」（三井不動産）と、「プレミアム・アウトレット」（三菱地所・サイモン）が共通の店名で全国展開を行っているほか、不動産各社などが運営を行っている。

### 北海道
- 三井アウトレットパーク 札幌北広島（北海道北広島市）〈三井不動産〉

### 東北地方
- 三井アウトレットパーク 仙台港（宮城県仙台市宮城野区）〈三井不動産〉
- 仙台泉プレミアム・アウトレット（宮城県仙台市泉区）〈三菱地所・サイモン〉

### 関東地方
- あみプレミアム・アウトレット（茨城県稲敷郡阿見町）〈三菱地所・サイモン〉
- 那須ガーデンアウトレット（栃木県那須塩原市）〈西武プロパティーズ〉
- 佐野プレミアム・アウトレット（栃木県佐野市）〈三菱地所・サイモン〉
- 三井アウトレットパーク 幕張（千葉県千葉市美浜区）〈三井不動産〉
- 三井アウトレットパーク 木更津（千葉県木更津市）〈三井不動産〉
- 酒々井プレミアム・アウトレット（千葉県印旛郡酒々井町）〈三菱地所・サイモン〉
- 三井アウトレットパーク 入間（埼玉県入間市）〈三井不動産〉
- レイクタウンアウトレット（埼玉県越谷市）〈イオンモール〉
- ふかや花園プレミアム・アウトレット（埼玉県深谷市）〈三菱地所・サイモン〉
- 三井アウトレットパーク 多摩南大沢（東京都八王子市）〈三井不動産〉
- グランベリーパーク（東京都町田市）〈東急モールズデベロップメント〉
- 三井アウトレットパーク 横浜ベイサイド（神奈川県横浜市金沢区）〈三井不動産〉
- THE OUTLETS SHONAN HIRATSUKA（神奈川県平塚市）〈イオンモール〉

### 中部地方
- 御殿場プレミアム・アウトレット（静岡県御殿場市）〈三菱地所・サイモン〉
- 軽井沢・プリンスショッピングプラザ（長野県北佐久郡軽井沢町）〈西武プロパティーズ〉
- 土岐プレミアム・アウトレット（岐阜県土岐市）〈三菱地所・サイモン〉
- 三井アウトレットパーク ジャズドリーム長島（三重県桑名市）〈三井不動産〉
- 三井アウトレットパーク北陸小矢部（富山県小矢部市）〈三井不動産〉

### 近畿地方
- 三井アウトレットパーク 滋賀竜王（滋賀県竜王町）〈三井不動産〉
- ららぽーと門真・三井アウトレットパーク 大阪門真（大阪府門真市）〈三井不動産〉
- りんくうプレミアム・アウトレット（大阪府泉佐野市）〈三菱地所・サイモン〉
- 神戸三田プレミアム・アウトレット（兵庫県神戸市北区）〈三菱地所・サイモン〉
- 三井アウトレットパーク マリンピア神戸（兵庫県神戸市垂水区）〈三井不動産〉

### 中国地方
- 三井アウトレットパーク 倉敷（岡山県倉敷市）〈三井不動産〉
- THE OUTLETS HIROSHIMA（広島県広島市佐伯区）〈イオンモール〉

### 九州地方
- THE OUTLETS KITAKYUSHU（福岡県北九州市八幡東区）〈イオンモール〉
- 鳥栖プレミアム・アウトレット（佐賀県鳥栖市）〈三菱地所・サイモン〉

### 沖縄
- 沖縄アウトレットモール・あしびなー（沖縄県豊見城市）〈大和情報サービス〉

## 開業予定のアウトレットモール
- （仮称）三井アウトレットパーク 岡崎（愛知県岡崎市）- 2025年秋開業予定[8]。
- （仮称）京都城陽プレミアム・アウトレット（京都府城陽市）- 開業時期未定。

## 閉店・閉鎖・業態変更した日本の主な元アウトレットモール

### 北海道地方
- 小樽アウトレットタウンWALL（北海道小樽市）〈マイカル → 小樽ベイシティ開発〉
  - かつて2階の一部に「アウトレットタウンWALL」が存在したが、現在は複合商業施設形態となっている。
- 千歳アウトレットモール・レラ（北海道千歳市）〈LaSalle Investment Management → プロッド イクス〉
  - 2024年11月1日に大型商業施設としての廃止を届出。事実上の閉館。

### 東北地方
- 仙台ヒルサイドアウトレット（宮城県仙台市青葉区）〈ヒルサイドモールマネージメント〉
  - 2008年10月10日にアウトレット分野を縮小した「ヒルサイドショップス&アウトレット」となり、2010年3月14日からは地域密着型のショッピングセンターに業態転換を進め、2015年6月1日に「錦ケ丘ヒルサイドモール」に改称した。

### 関東地方
- ビッグホップガーデンモール印西（千葉県印西市）
  - 2008年5月の運営会社経営破綻以降、アウトレットショップが相次いで撤退。住商アーバン開発→京阪流通システムズへの運営会社移行後は、アウトレット店も含めた複合商業施設形態となっている。
- アウトレットコンサート長柄（千葉県長生郡長柄町）〈長柄ショッピングリゾート〉
  - 2009年3月31日閉鎖。跡地は「ロングウッドステーション」（撮影用スタジオやイベント会場などとして使用）。
- アウトレットモール・リズム（埼玉県ふじみ野市）〈スター・プロパティーズ〉 
  - 2011年6月30日閉鎖（以後はタワー館（医療施設等）のみ営業）。2012年6月29日にイオンモール運営により「ショッピングセンター ソヨカふじみ野」と改称してリニューアルオープン（アウトレットモール形態ではない）[9]。
- 大洗リゾートアウトレット（茨城県東茨城郡大洗町）〈八ヶ岳モールマネージメント〉
  - 2017年7月に運営会社が変更し、「大洗シーサイドステーション」と名称変更。営業を継続しながら改装を進め、2018年4月27日にアウトレット店舗を大幅に縮小したオープンモール形式の地域密着型ショッピングセンターとしてグランドオープン。
- ヴィーナスアウトレット（東京都江東区）〈ヴィーナスフォート → 森ビル〉
  - 2022年3月27日閉鎖。

### 中部地方
- リバーサイドモール（岐阜県本巣市）〈リオワールド → 海龍リバーサイドモール〉
  - 2010年9月26日アウトレット店舗閉店。2011年3月24日より休業。2017年4月に解体され、跡地にはイオンタウン本巣が建設された。
- 八ヶ岳リゾートアウトレット（山梨県北杜市）〈八ヶ岳モールマネージメント〉
  - 2023年6月8日閉鎖。

### 近畿地方
- コスタモール（大阪府貝塚市）〈伊藤忠商事〉
  - 2008年3月31日閉店。閉店後は温泉施設のみ営業。跡地にはスーパーセンタートライアル二色浜店が開業。
- 岸和田カンカンベイサイドモールWEST（大阪府岸和田市）〈住商アーバン開発→プライムプレイス〉
  - 2017年3月に運営会社が変更し、2018年3月にアウトドアスポーツ・ライフスタイルショップ主体の商業施設としてリニューアルオープン。
- 三井アウトレットパーク 大阪鶴見（大阪府大阪市鶴見区）〈三井不動産〉
  - 2023年3月12日閉店。

### 中国地方
- 広島マリーナホップ（広島県広島市西区）〈マリーナホッププロパティ〉
  - 2024年12月1日閉店。

### 九州地方
- マリノアシティ福岡（福岡県福岡市西区）〈FJ都市開発〉
  - 2024年8月18日閉館。跡地は三井不動産と福岡地所が共同で「三井アウトレットパーク」の建設を検討している。